# 古川真司
古川 真司（ふるかわ しんじ、1962年12月6日 - ）は、日本の俳優。佐賀県出身。希楽星所属。

## 出演

### テレビドラマ
- オルトロスの犬#9（患者）
- 銭ゲバ#6（ホームレス）
- 岡部警部シリーズ十三の墓標（玉城刑事）
- 黒部の太陽（労務者）
- 喰いタン2（町民）
- 星ひとつの夜（ホール清掃人）
- 嫌われ松子の一生（板前）
- Dr.コトー診療所2006（つり人）
- PS羅生門
- ぶっ壊した男たち
- 硫黄島
- 功名が辻
- 危険な関係（レンタル衣装屋店員）
- 作家・如月祥子の事件ルポ
- 野ブタ。をプロデュース（作業員）
- 柳生十兵衛七番勝負
- 新撰組!（長州藩兵）
- 離婚弁護士（自動車整備工）
- 独身3
- 温泉若おかみの殺人推理13
- 顔（幼児虐待の父親）
- ホームアウェイ（漁師）
- 天体観測（中小企業社長）
- 考古学者佐久間玲子2（刑事）
- ギンザの恋（板前）
- 続・たけしくん、ハイ!（大工）
- 昨日、悲別で（喫茶店マスター）
- 太陽にほえろ!（バスジャック犯等ゲスト）
- 必殺仕事人III（武之進）
- 必殺渡し人（徳太郎）
- NHK正月時代劇 隠密秘帖
- 渡る世間は鬼ばかり（客）
- 黒澤明ドラマスペシャル 野良犬
- 刑事のまなざし（山之内信介）
- 元彼の遺言状 第9話・第10話（2022年6月6日・13日、フジテレビ）
- 特捜9 season7 第6話（2024年5月8日、テレビ朝日） - 大家 役
- 誘拐の日 第5話（2025年8月5日、テレビ朝日） - 相馬卓也 役[2]

### 映画
- 20世紀少年（労働者）
- 陰日向に咲く（バス会社社員）
- YYK論争〜永遠の誤解
- 稲妻ルーシー

### 舞台
- 魔笛 スペースファンタジーミュージカル（田村企画プロデュース公演）
- ロミオとジュリエット（松竹）
- ゆがめられた大地からの手紙 劇団覇者
- おかしな二人（Xプロデュース公演）
- ホームレスものがたり
- たらちね（イエローブルースブラザーズ）
- 谷崎と三島と二人のをんな - 三島由紀夫 役
- パーフェクト・ファミリー（アトラクターズ・プロデュース公演）

### Vシネマ
- 仁義28
- ブルースの錠2

### 配信
- 【3D DEBUT】GIIII-MURIN! × 3D Gigi Murin desu（魔法使い ウィザードおじいちゃん）